# Aprostocetus gala
Aprostocetus gala är en stekelart som först beskrevs av Walker 1847.  Aprostocetus gala ingår i släktet Aprostocetus och familjen finglanssteklar. Inga underarter finns listade i Catalogue of Life.